# Андрей Георгиев
Андрей Георгиев е български политик, представител на различни политически организации или независим.

## Биография

### Образование
Роден е на 20 юни 1974 г. в София. С пълно отличие завършва Софийска математическа гимназия „Паисий Хилендарски“. Завършва Университета за национално и световно стопанство, специалност „Икономика на транспорта“. През 2015 г. придобива магистърска степен по специалност „Финансов контрол и финансово право“ в същия университет.

### Политическа кариера
Член е на Движението за права и свободи (ДПС) от 2013 година. Заместник-председател е на Областния съвет на ДПС в област София. През 2007 г. като независим кандидат за кмет на район „Люлин“ получава над 8% от вота на люлинчани. През 2011 г. Георгиев е кандидат за кмет на София от партията „За хората от народа“, получава 5000 гласа.
Георгиев участва в протестите срещу монополите през 2013 г. като председател на движение „За Люлин“. На парламентарните избори през 2013 г. е поканен в листата на ПП „Демократи за силна България“ (ДСБ) като граждански представител. От август 2013 г. до декември 2014 г. е заместник областен управител на област София с ресор регионално развитие, обществен ред и сигурност и околна среда.
На евроизборите през 2014 г. е 12-и в листата на ДПС, същата година на парламентарните избори е 2-ри в листата на ДПС в 25-и МИР. През 2015 г. ДПС издига Георгиев за кандидат за кмет на София.